# Place de Wagram
Pour les articles homonymes, voir Wagram (homonymie).
La place de Wagram est une place du 17e arrondissement de Paris.

## Situation et accès
Elle est située au carrefour du boulevard Malesherbes, du boulevard Pereire et de l'avenue de Wagram et doit son nom, donné en 1868, à cette dernière.
La place ne compte que cinq numéros.
Les stations de métro les plus proches, distantes d’environ 500 mètres, sont Pereire et Malesherbes, où circulent les rames de la ligne 3. La gare de Pereire - Levallois de la ligne C du RER se situe également à proximité. 
En 2018, le prix moyen du m2 sur la place se situe dans une fourchette comprise entre 7 024 € et 13 937 €, avec un prix moyen de 10 300 €.

## Origine du nom
La place prend son nom actuel le 20 juillet 1868 en raison de sa proximité avec l’avenue de Wagram, elle-même nommée en hommage à la victoire  de la Grande Armée française qui eut lieu le 6 juillet 1809 à Wagram, sous le commandement de Napoléon Ier, face à l'armée autrichienne.
Elle est plus souvent dénommée, par les Parisiens, « place Wagram ».

## Historique
Avant la Révolution, on trouve à l’emplacement de la place, qui n’existe pas encore, une réserve de gibier dite des Couronnes destinée à alimenter les chasses royales.
En 1858, la place forme le carrefour des routes départementales nos 3 et 6. Ouverte par le décret du 30 novembre 1862, alors appelée place Pentagonale, elle prend son nom actuel le 20 juillet 1868.
L'aménagement de la place s'inscrit dans le cadre des opérations de spéculation immobilière des frères Pereire. La ligne d'Auteuil ouverte en 1854 à leur initiative passe sous la place. Ce tronçon entre la place Loulou-Gasté et la station Pont-Cardinet n'est plus en service aujourd’hui à la suite de la création en 1989 de la branche nord-ouest du RER C.
Pendant la guerre franco-allemande de 1870, des canons et des mitrailleuses sont entreposés sur la place.
Le 15 février 1926, deux ouvriers trouvent sur la place un coffret renfermant pour 1 600 000 francs de bijoux. Ils le restituent à sa propriétaire, une riche étrangère, laquelle les remercie en leur donnant un billet de 1 000 francs… à partager.
En 1942, durant l’Occupation allemande, une statue en bronze du peintre Alphonse de Neuville, œuvre du sculpteur Francis de Saint-Vidal, qui se dresse au centre de la place depuis 1889, est réquisitionnée et fondue.
En 1954 est envisagée l’installation d’une fontaine publique au centre de la place en remplacement de celle qui existait antérieurement.

## Bâtiments remarquables et lieux de mémoire

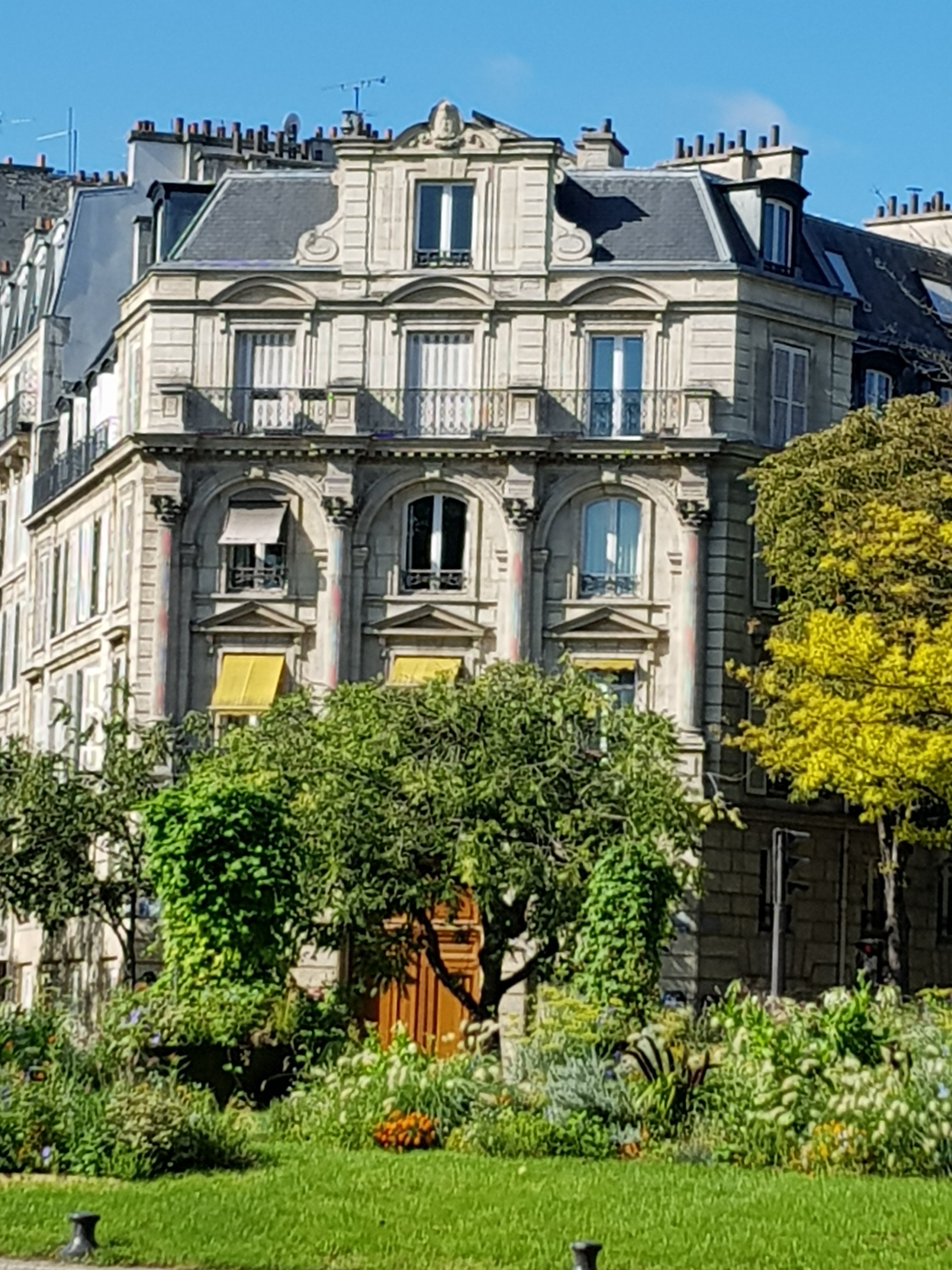
Immeuble de la place.

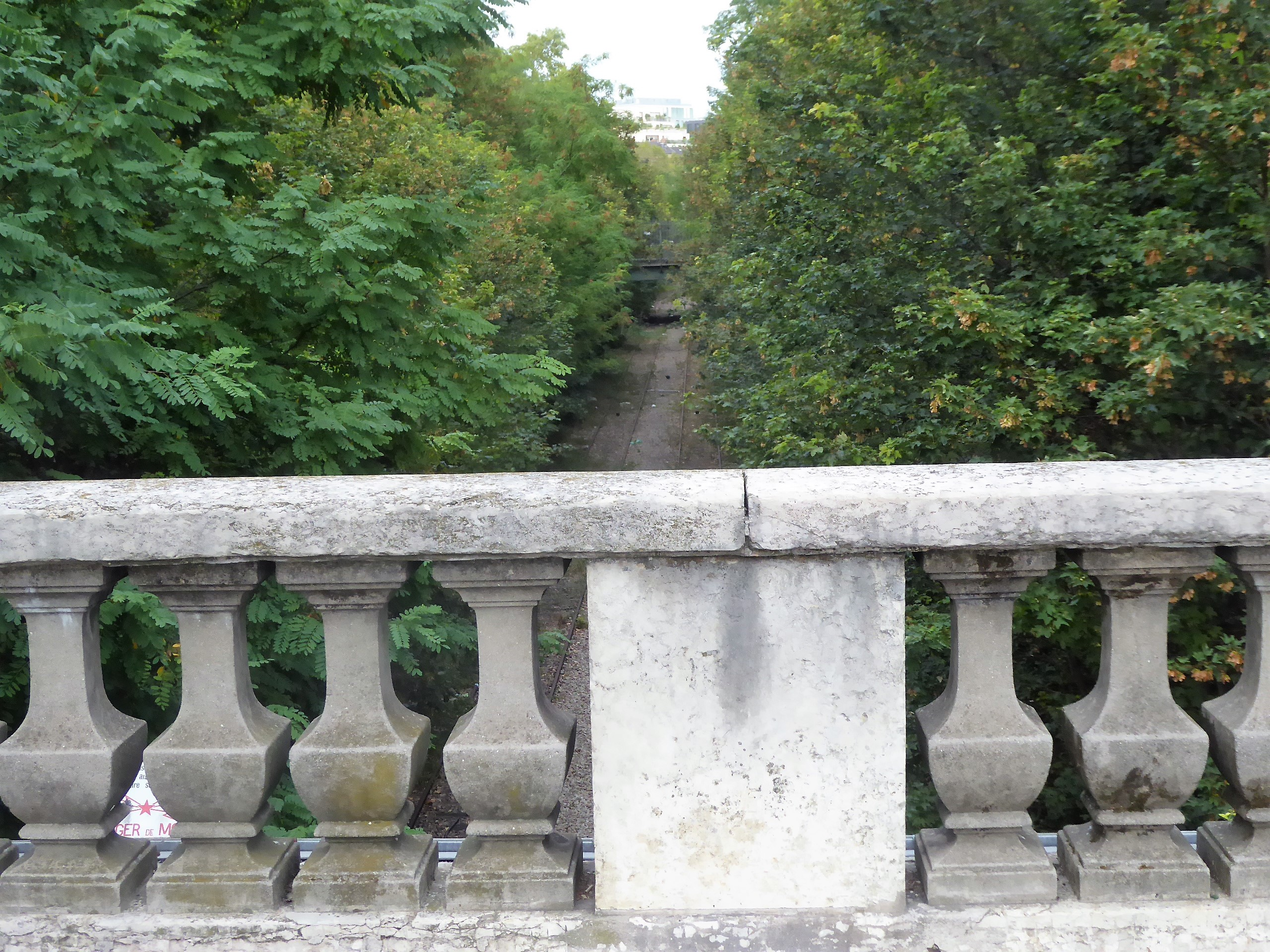
Parapet en bordure de la place.

Les cinq immeubles de style Second Empire autour de la place, qui sont identiques, sont l'œuvre, selon les sources, de l'architecte Félix Langlais ou bien des architectes attitrés des frères Pereire, Alfred Armand et Alphonse Crépinet.
Au-dessus d’un soubassement composé du rez-de-chaussée et de l’entresol s’élèvent des colonnes corinthiennes, qui occupent toute la hauteur des premier et deuxième étages. Le troisième étage, en attique, est surmonté de lucarnes soutenues par de larges amortissements.  
Les parapets au bord de la place au-dessus de l'ancienne voie ferrée sont en pierre pour des raisons esthétiques sur cette place prestigieuse contrairement à ceux des autres ponts enjambant la ligne qui sont équipés de simples grilles métalliques.

## La place de Wagram dans la fiction
- La place figure parmi les lieux de tournage du film Mariage mixte (2004)[11].